# Friedrich von Westenholz
Friedrich Westenholz, vollständig Carl Friedrich Ludwig Westenholz, ab 1866 von Westenholz, ab 1869 Freiherr von Westenholz (* 27. Mai 1825 in Breslau; † 19. Oktober 1898 in Hamburg) war ein deutscher Kaufmann, Bankier und österreich-ungarischer Gesandter bei den Hansestädten.

## Leben
Carl Friedrich Ludwig Westenholz stammte aus einer norddeutschen Musiker-Familie. Er war ein Urenkel des Ludwigsluster Hofkapellmeisters Carl August Friedrich Westenholz (1736–1789) und dessen erster Frau, der Sängerin Lucietta Affabili (1725–1776). Sein Vater Friedrich Ludwig Westenholz (1787–1873), Sohn des Cellisten Carl Friedrich Westenholz (1756–1802), war jedoch Kaufmann in Göteborg, London und Wien geworden, investierte in Bergbau und Hüttenwesen, wurde 1835 Geschäfträger der Freien Stadt Krakau in Wien, erwarb 1841 vorübergehend Wolfsberg (Kärnten), 1842 Schloss Waldenstein und 1848 das Kohlebergwerk Dombrowa bei Chrzanów in Galizien. Seine Mutter war Louise Friederike, geborene Kuh (1800–1849) aus einer jüdischen, 1804 zum Christentum konvertierten Breslauer Kaufmannsfamilie. Seine Schwester Auguste (1823–1889) heiratete den britischen Bankier und Bibliophilen Henry Huth (1815–1878).
Nach Lehr- und Wanderjahren ließ sich Friedrich Westenholz Ende der 1840er Jahre als Kaufmann in Hamburg nieder, wo er das Bank- und Großhandlungshaus Friedrich Westenholz & Comp. aufbaute. In den Gründerjahren beteiligte er sich an einer Reihe von Bankgründungen in Hamburg, Berlin und London. In dieser Zeit zählte sein Unternehmen zu den „ersten Adressen der Hamburger Aktien- und Privatbanken“.
Westenholz war vielseitig kulturell und sozial engagiert. Er war Mitbegründer und Förderer des Vereins Hamburger Kunstfreunde. 1892 schenkte er der Hamburger Kunsthalle eine Brahms-Büste von Victor Tilgner. Zum Aufbau des Medaillen-Kabinetts stiftete er Werke Anton Scharffs. Zu den Gemälden, die die Kunsthalle mit seiner Hilfe erhielt, zählen Adolph von Menzels Galaabend im Berliner Opernhaus und Nymphenbad, Arnold Böcklins Feueranbeter (Heiliger Hain) und Ernest Meissoniers Reiters Rast. 1870 war er Mitbegründer und erster Vorstand der Pensions-Anstalt des Hamburger Thalia-Theaters.
Sein Wohn- und Geschäftshaus befand sich am Glockengießerwall 14, später 9, im Sommer Pöseldorf, Sophienterrasse 14. Zu seiner eigenen Gemäldesammlung zählte Arnold Böcklins Zweitfassung von Faun, einer Amsel zupfeifend, das seine Erben 1919 an das Niedersächsische Landesmuseum verkauften.

## Diplomatie
Westenholz wurde 1849 als Nachfolger seines Schwagers Henry Huth spanischer Vizekonsul und geschäftsführender spanischer Gesandter bei den Hansestädten. Nach dem Tod von Ernst Merck 1863 wurde er dessen Nachfolger als österreich-ungarischer Generalkonsul für die Hansestädte. Seine erste große diplomatische Aufgabe war die Zusammenarbeit mit dem preußischen Gesandten Emil von Richthofen unmittelbar vor und während des Deutsch-Dänischen Kriegs 1864. In Folge des Preußisch-Österreichischen Krieges von 1866 gab Friedrich von Westenholz das Hamburgische Bürgerrecht auf und erwarb für sich und seine Nachkommen 1867 das Bürgerrecht von St. Gallen in der Schweiz. Obgleich kein Berufsdiplomat, wurde er 1869 mit den Geschäften des österreich-ungarischen Gesandten bei den Freien und Hansestädten mit Sitz in Hamburg betraut.

## Ehen und Nachkommen
Er war zunächst seit 1849 verheiratet mit Clara Elisabeth, geborene Ertel (1829–1871). Dieser Ehe entstammten drei Söhne: Carl Friedrich (1853–1908), Gesellschafter des Unternehmens J. M. Miller & Co. in Wien, verheiratet mit Mathilde, geb. von Miller (1860–1938), einer Tochter des Industriellen Vinzenz von Miller zu Aichholz, August Henry (1855–1926), Bankier in Hamburg und Vorsitzender des Vereins Hamburger Kunstfreunde, sowie Friedrich Paul, Bibliothekar und Professor an der TU Stuttgart (1859–1919).
In zweiter Ehe heiratete er 1872 Julie Antonie Louise, geborene Hayn (1849–1916), Tochter des Hamburger Senators und Bürgermeisters Max Theodor Hayn (1809–1888). Das Paar hatte eine Tochter, Mathilde (1872–1940), sowie den jüngsten Sohn Albert Wilhelm (1879–1939). Dieser studierte an der Harvard University, wurde Privatgelehrter und Autor. Er war mit George Santayana befreundet und schied im August 1939 durch Suizid aus dem Leben.

## Auszeichnungen
- Orden der Eisernen Krone (Österreich), Ritter II. Klasse (1868)[10]
- Orden de Isabel la Católica, Großkreuz
- Christusorden (Portugal), Komtur
- Orden Karls III., Ritter